# イーグル・デン・ジュンラパン

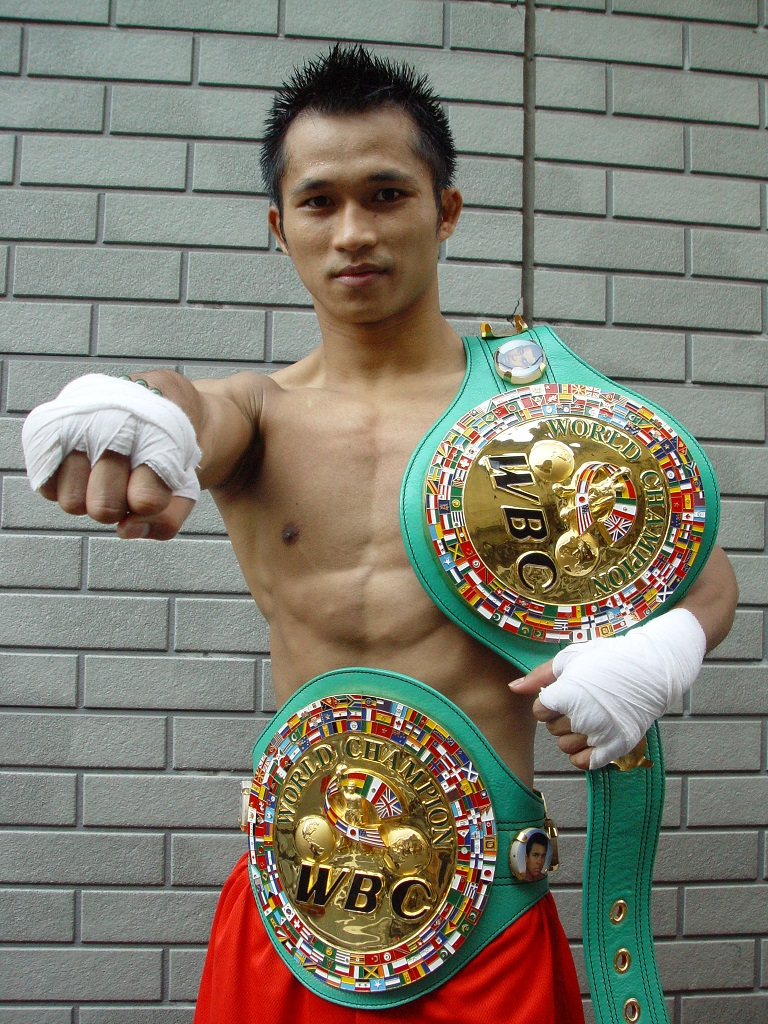
イーグル・デン・ジュンラパン(EagleDenJunlaphan)：第8代/第11代WBC世界ミニマム級王者

イーグル・デン・ジュンラパン（Eagle Den Junlaphan、1978年12月4日 - ）は、タイ王国の元プロボクサー。本名はデン・ジュンラパン (Den Junlaphan)。ピチット県出身。元WBC世界ミニマム級王者。角海老宝石ボクシングジムに所属していた。

## 来歴
1978年12月4日、タイ王国ピチット県バーンブンナーで9人兄弟姉妹の8番目として産まれる。
1994年、16歳でタンマサート大学でアマチュアボクシングを始めた。
1995年、17歳でアマ試合にデビュー。リングネームはデーン・ポーティアンファー。(結果はKO勝ち)。
2000年1月19日、名門チタラダジムよりプロデビュー。リングネームはデーン・ソーチャトロン。タイでのプロ戦績は5戦5勝2KO。
2001年8月4日、角海老宝石ジム所属選手としてデビュー（リングネーム"イーグル奥田"）。後の世界王者新井田豊と対戦し、引き分けた経験を持つ押金励と対戦、初回KO勝ち。
2002年1月5日、プロ2戦目で東洋ランカーで元IBF世界ミニマム級王者のニコ・トーマス（インドネシア）と対戦、3回KO勝利を収めOPBF東洋太平洋ランキング2位にランクされた。
2002年6月1日、韓国ミニマム級王者の張玖秀と10回戦で対戦、全ラウンドでポイントを落とさずに戦いきり3-0(100-89、100-90×2)の判定勝利でWBA世界14位にランクされた。
2002年8月26日、さいたまスーパーアリーナにてマルコム・ツニャカオの兄でWBC世界4位のノエル・ツニャカオと対戦、3-0の判定勝ちで世界ランクをもう一段階アップさせた。
2003年2月10日、ファビオ・マルファ（フィリピン）と対戦、8回TKO勝ちを収め、同年3月には第1子が誕生し、5月15日はスポンサーがつきリングネームを"イーグル赤倉"に改称。
2003年6月7日、 世界前哨戦としてエルマー・ゲホンを相手にノンタイトル8回戦として試合を行い、3-0(80-73、80-74×2)の判定勝利で世界挑戦への弾みを付けた。
2004年1月10日、プロ12戦目で世界初挑戦。ホセ・アントニオ・アギーレ（メキシコ）を12回判定で下し、悲願の世界チャンピオンに輝きWBC世界ミニマム級王座を獲得した。
2004年4月、京和建物がスポンサーとなり、リングネームを"イーグル京和"に変更。同時にスポンサーからマンションを贈られ埼玉県川口市に転居した。
2004年6月28日、横浜アリーナにてWBC世界5位/WBA世界11位の小熊坂諭（日本/新日本木村ジム）と対戦し8R負傷判定に下し、初防衛に成功した。10月1日、第2子誕生。
2004年12月18日、イサック・ブストス（メキシコ）を相手に2度目の防衛戦。ブストスは試合前には前王者のアギーレなどとスパーリングを行い、対策を練っていた。試合は3回にイーグルが右肩を負傷し、続く4回に試合を棄権し無念のTKO負けで世界王座陥落となった。試合後の検査で右肩甲骨関節窩（かんせつか）骨折と診断された。
2005年8月6日、負傷休養明けの復帰第1戦で世界再挑戦。4月にブストスを下してWBC世界ミニマム級王者となった高山勝成に挑み、12回判定勝ち。王座返り咲きに成功した。
2006年1月9日、神奈川県横浜市西区みなとみらいにあるパシフィコ横浜にて、中島健（日本/グリーンツダ）と対戦し、7RTKOに下し、初防衛（通算2度目の防衛）に成功した。
2006年5月6日、後楽園ホールにて22戦全勝で世界ランク1位のロデル・マヨール（フィリピン/三迫ジム）と指名試合を行い、3-0の判定で下し、2度目の防衛に成功した。
2006年11月13日、日本武道館にて同級4位のロレンソ・トレホ（メキシコ）と3度目の防衛戦を戦い、3回中盤にダウンを奪うなど幸先のいいスタートを切るが、6回には2度のダウンを奪われ、逆境に立たされるが、なんとか最後まで粘り抜き全ジャッジが1点差をつけてのユナニマス・ディシジョンで薄氷の判定勝ちで3度目の防衛に成功した。
2007年6月4日、当時プロ7戦目での史上最短世界奪取記録樹立に挑む八重樫東（日本/大橋ジム）と防衛戦を行い、2回に偶然のバッティングで八重樫が顎関節骨折をするアクシデントもあったが、終始挑戦者を圧倒し3-0の判定勝ちで4度目の防衛に成功した。この試合後京和建物とのスポンサー契約を解消し転居した。
2007年8月27日、リングネームを"イーグル・デン・ジュンラパン"に改称。
2007年11月29日、タイ国バンコクにて、タイ人のオーレイドン・シスサマーチャイと対戦。ラーマ9世の誕生祝賀の一環として行われた試合で、0-3の判定負けで5度目の防衛に失敗し王座から陥落。
2008年9月25日、眼疾が発覚し母国タイに帰国。日本ボクシングコミッションに引退届を提出し、現役を引退した。
帰国後はタイでジムを経営。2019年8月には来日して高山勝成のスパーリングパートナーを務めた。

## エピソード
自身が語る理想のボクシングは打ち合いをするよりはパンチを貰わない、さらにスピードやパンチの強弱があるテクニカルなボクシング。さらにはボクシングとはただの殴り合いとは違う、芸術性のあるスポーツだと言いリカルド・ロペスやシュガーレイ・レナードなどの戦い方を参考にしている事を明かした。
2004年に母国タイで行われた国際エイズ会議で、エイズの現状を知ったイーグルはタイの母校で子どもたちにエイズの話をしたり、日本エイズストップ基金協力委員となり日本でも募金活動に積極的に協力している。

## 戦績
- アマチュアボクシング：34戦29勝（25KO・RSC）4敗
- プロボクシング：20戦18勝（6KO）2敗

## 獲得タイトル
- BBTV（タイ国内地区タイトル）ミニマム級王座
- WBC世界ミニマム級王座(1期目:防衛1)
- WBC世界ミニマム級王座(2期目:防衛4)